# Station Cloughjordan
Station Cloughjordan  is een spoorwegstation in Cloughjordan in het Ierse graafschap Tipperary. Het station ligt aan de lijn Dublin - Limerick via Ballybrophy. De dienstregeling op deze lijn is nog maar zeer beperkt. Cloughjordan heeft nog drie treinen in de richting Limerick en twee treinen richting Ballybrophy waar een aansluiting naar Dublin is. Hoewel de route via Nenagh korter is gaan vrijwel alle treinen van Limerick naar Dublin via de snellere route langs Limerick Junction.